# Champs-sur-Yonne
Champs-sur-Yonne település Franciaországban, Yonne megyében. Lakosainak száma 1534 fő (2022. január 1.). Champs-sur-Yonne Augy, Auxerre, Escolives-Sainte-Camille és Saint-Bris-le-Vineux községekkel határos.

## Népesség
A település népességének változása:
| Lakosok száma | 1549 | 1542 | 1699 | 1574 | 1570 | 1571 | 1576 | 1555 | 1534 |
|               | 2013 | 2015 | 2016 | 2017 | 2018 | 2019 | 2020 | 2021 | 2022 |